# 詩の蜜酒

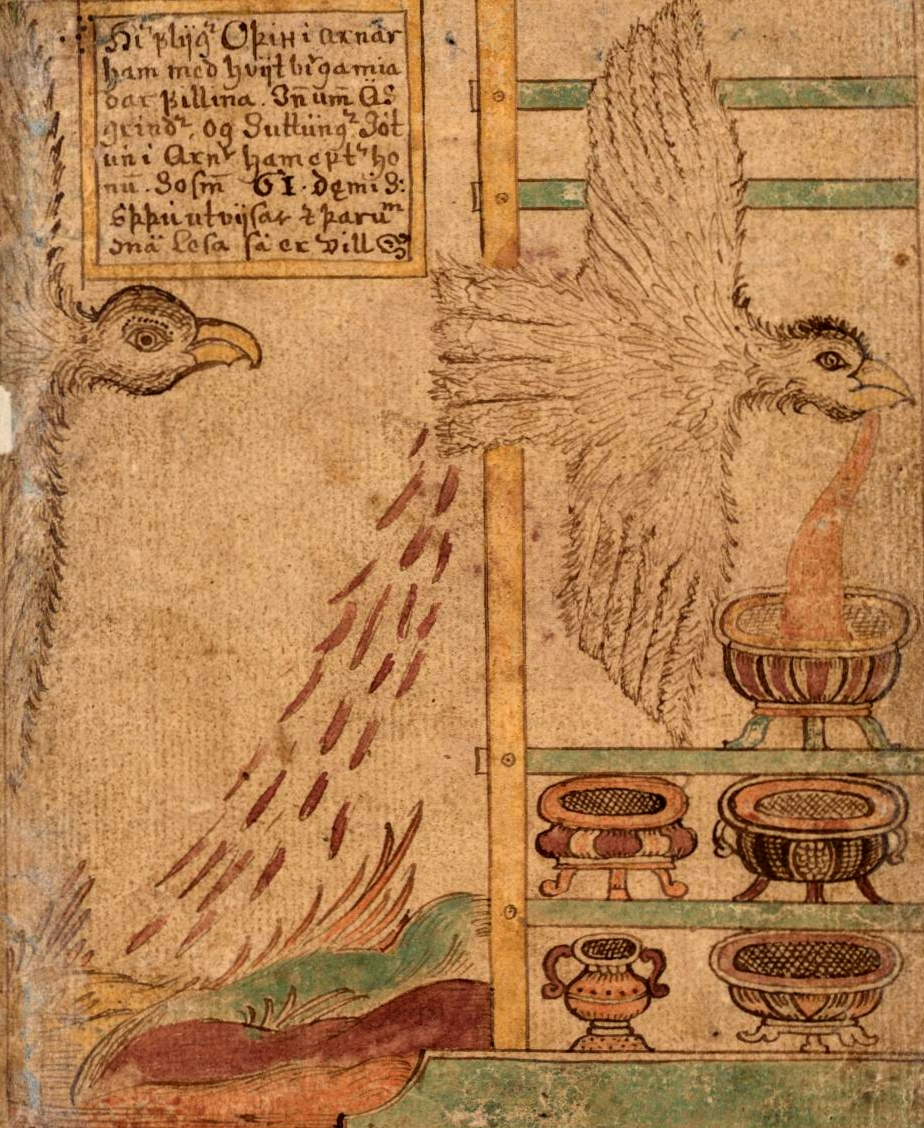
スットゥングによって追われ、オーディンは詩の蜜酒をいくつかの壺に吐き出した。そのいくらかがはからずも向こう側にこぼれている。18世紀のアイスランド人画家Jakob Sigurðssonによるイラストレーション。

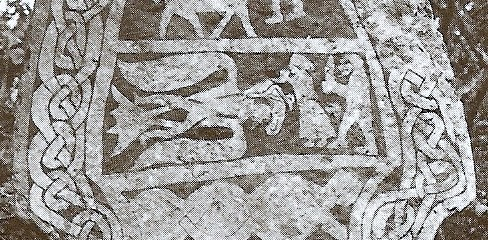
ゴットランド島の絵画石碑 ストーラ・ハマール石碑 (III)には、鷲の姿のオーディンが取ってくる様子（鷲のあごひげに注目）、グンロズ（詩の蜜酒をつかんでいる）、スットゥングの描写が残っている。

詩の蜜酒（しのみつしゅ、古ノルド語 skáldskapar mjaðar）、または、スットゥングの蜜酒（スットゥングのみつしゅ、Suttungmjaðar）は、北欧神話においては誰でも「飲めば詩人や学者になり」あらゆる情報を物語ることができるといわれる、神話的な架空の飲み物である。この神話はスノッリ・ストゥルルソンによって報告されている。飲み物は詩的なひらめきを表すヴィヴィッドな比喩であり、ベルセルカーの狂気または詩のインスピレーションを介してしばしば「所有」する神をオーディンと関連させた。

## 神話

### 詩の蜜酒の製造とクヴァシルの殺害
アース神族とヴァン神族との戦争(en)の後、神々は大きな桶に唾を吐くことにより、今まさに終わった戦争の休戦調印をした。この休戦のシンボルを残すため、神々は自分たちの唾液からクヴァシルという名の人物を創り出した。クヴァシルは、彼が答えることができなかった質問がないほど非常に賢かった。クヴァシルは人類に知識を与えるべく世界中を旅した。ある日彼は、ドワーフのフィアラルとガラールを訪れた。フィアラルとガラールはクヴァシルを殺すと、ボズン、ソーン、オーズレリル(Boðn, Són and Óðrerir)と呼ばれる、2つの大桶と1つのかめに彼の血を注いだ。2人はクヴァシルの血を蜂蜜と混ぜ、その結果、それを飲めば誰でも"詩人や学者" ("skáld eða frœðamaðr") になれる蜜酒を作り出した。ドワーフたちは神々に、クヴァシルは知識のせいで窒息死したと説明した。

### ドワーフ達からスットゥングへ
フィアラルとガラールは霜の巨人のギリングとその妻を招いた。2人は自分たちの船で彼を海上に連れ出し、船を転覆させた。巨人は溺死した。ドワーフ達はそれから家に戻り、ギリングの妻に、彼女を悲しみのどん底に突き落とす悲報を知らせた。フィアラルは夫が溺れ死んだ場所を教えると申し出たが、彼女が入り口を通ったとき、ガラールが彼女の頭に石臼を落とした。
ギリングの息子、スットゥングは、何が起こったかを知ると、ドワーフ達の所へ行き、2人を満潮時に海水に沈む岩へと連行した。ドワーフ達はスットゥングに命乞いをし、彼の父の死の代償として蜜酒を彼に提供した。スットゥングは承知した。彼は帰宅すると、フニットビョルグ(Hnitbjörg)と呼ばれる場所の中に蜜酒を貯蔵した。彼の娘グンロズが蜜酒の見張りをすることとなった。

### オーディンによる奪取
オーディンは、大鎌で干し草を刈っていた9人の奴隷に会うと、彼らの大鎌を研ぐと申し出た。彼の砥石は、奴隷達が皆砥石を買いたいと望むほどよく仕上げた。オーディンが砥石を空中に投げ上げると、奴隷達は死ぬまで乱闘し合い、お互いの喉を切り合った。
それからオーディンはバウギの元で夜を過ごした。バウギはスットゥングの弟だった。彼は、自分の奴隷が互いに殺し合ったため仕事がうまくいかなかったと不平をこぼした。そして彼は、奴隷達の代わりになる人を見つけることができなかった。自分の名前がベルヴェルクだと言っていたオーディンは、スットゥングの蜜酒の一飲みと引き換えに奴隷達の仕事をすると申し出た。バウギは承知し、自分が兄を説得してみると言った。夏の間中、ベルヴェルクは決められた仕事をし、冬に、自分への対価をバウギに要求した。ベルヴェルクとバウギが一緒にスットゥングの家へ行くと、彼は飲物の一しずくも与えることを拒否した。
ベルヴェルクは次に策略を用いるとバウギに提案した。ベルヴェルクはバウギに錐のラティ(en)を貸し、フニトビョルグの山に穴を開けてくれるよう頼んだ。バウギはベルヴェルクを騙そうとしたが、最終的に穴は掘られ、ベルヴェルクは蛇の姿をとるとそこに滑り込んだ。バウギは錐でベルヴェルクを突こうとしたが無駄だった。
ベルヴェルクはグンロズの元にたどり着き、そして彼女と3夜を過ごした。それによって彼は蜜酒の3口分を得ることがゆるされた。しかしその1口ごとに、蜜酒の容器は空になっていった。
彼はそれから鷲に変身して飛び去った。スットゥングがこの盗みを見つけると、彼も鷲の姿になって、オーディン（ベルヴェルク）を追いかけた。アース神族がオーディンを見つけたとき、彼らは、オーディンが奪ってきた物を吐き出せるように容器を移動した。しかしスットゥングはオーディンの間近に迫り、オーディンは後方にいくらかのしずくをこぼしてしまった。このこぼれた分は誰でも飲むことができたので「へぼ詩人の分け前」("skáldfífla hlutr")として知られることになった。しかし詩の蜜酒は、神々と、詩の才能のある人間に対し、オーディンによって与えられたという。